# Distintivo Laureado de Madrid
O Distintivo Laureado de Madrid (Espanhol: Placa Laureada de Madrid) foi a mais alta condecoração militar por bravura da Segunda República Espanhola. Foi concedido em reconhecimento à ação, individual ou colectiva, para proteger a nação e os seus cidadãos em face do risco imediato de vida do portador. Os elegíveis eram membros das Forças Armadas da República Espanhola e testemunhas confiáveis foram verificadas antes da concessão.
Com o nome da capital da Espanha, simbolizando a coragem e a defesa da República durante o Cerco de Madrid durante a Guerra Civil Espanhola, o Distintivo Laureado de Madrid foi estabelecido em 25 de Maio de 1937 como o equivalente republicano espanhol à Real e Militar Ordem de São Fernando concedido pela monarquia e pelos Franquistas.

## Premiados
Um total de 8 pessoas receberam esta medalha:
- Exército Republicano Espanhol
  - Vicente Rojo Lluch, General do Exército Popular e Chefe do Estado Maior[4]
  - José Miaja Menant, General do Exército Popular[5]
  - Manuel Fontela Frois, Major da Cavalaria Republicana[6]
  - Domiciano Leal Sargenta e Manuel Álvarez Álvarez, Majores da Milícia pelo seu papel na [[Batalha do Ebro (postumamente)[7]
- Marinha Republicana Espanhola
  - Luis González de Ubieta, Almirante da Armada Republicana por seu papel no afundamento do cruzador pesado Baleares na Batalha do Cabo de Palos, a maior batalha naval da Guerra Civil Espanhola.[8]
  - Ambrosio Ristori de la Cuadra, Major da Infantería de Marina (postumamente), por suas façanhas no cerco do Alcazar e na Batalha de Seseña, onde foi morto em ação.[9]
- Força Aérea da República Espanhola
  - Leocadio Mendiola Núñez, Major da Força Aérea, por serviços prestados[10] (Embora premiado, Mendiola nunca recebeu a medalha após a queda da Segunda República Espanhola)[11]

## Distintivo de Madrid

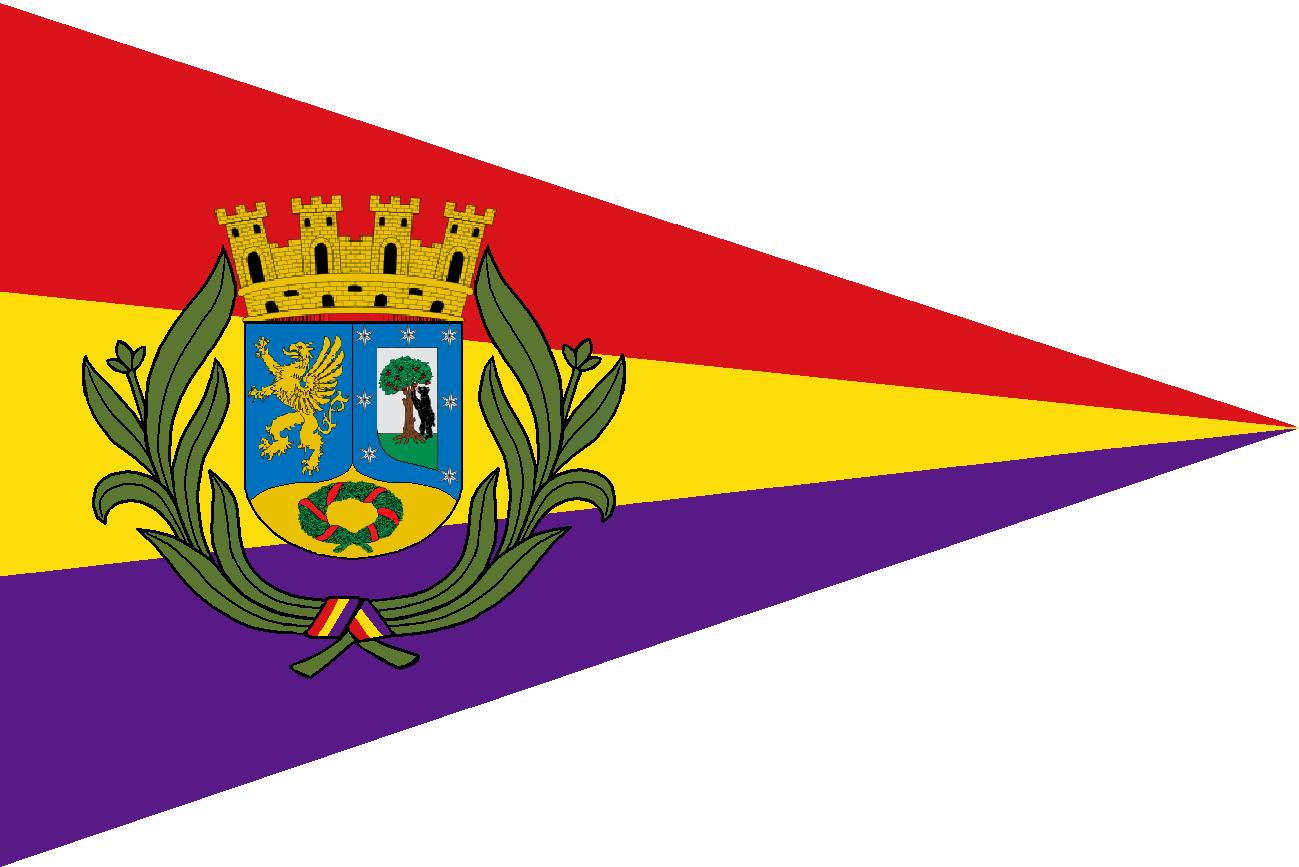
Galhardete do Distintivo de Madrid.

O Distintivo de Madrid foi um prémio relacionado com a placa Laureada, criada pela Segunda República Espanhola para recompensar a coragem. Foi concedido ao pessoal da Marinha Republicana Espanhola e embarcações que participaram da Batalha do Cabo de Palos em Janeiro de 1938.
Após a concessão do Distintivo Laureado de Madrid a Luis González de Ubieta, almirante da frota lealista, o Distintivo de Madrid foi concedido aos cruzadores da Marinha Republicana Espanhola Libertad e Méndez Núñez, e os contratorpedeiros Lepanto, Almirante Antequera e Sánchez Barcáiztegui, bem como aos seus tripulantes pelo seu papel na Batalha do Cabo de Palos. Estes navios dali em diante navegariam com um galhardete especial e os homens usariam um distintivo especial em seus uniformes com o velho brasão de armas Madrid.